# Lithacodia potens
Lithacodia potens là một loài bướm đêm trong họ Noctuidae.